# 大関駅 (杭州市)
大関駅（だいかんえき）は、中華人民共和国浙江省杭州市拱墅区大関路と上塘路の交差点に位置する杭州地下鉄3号線の駅。

## 歴史
- 2022年2月21日：開業。[1]

## 駅構造
島式ホーム1面2線を有する地下駅。

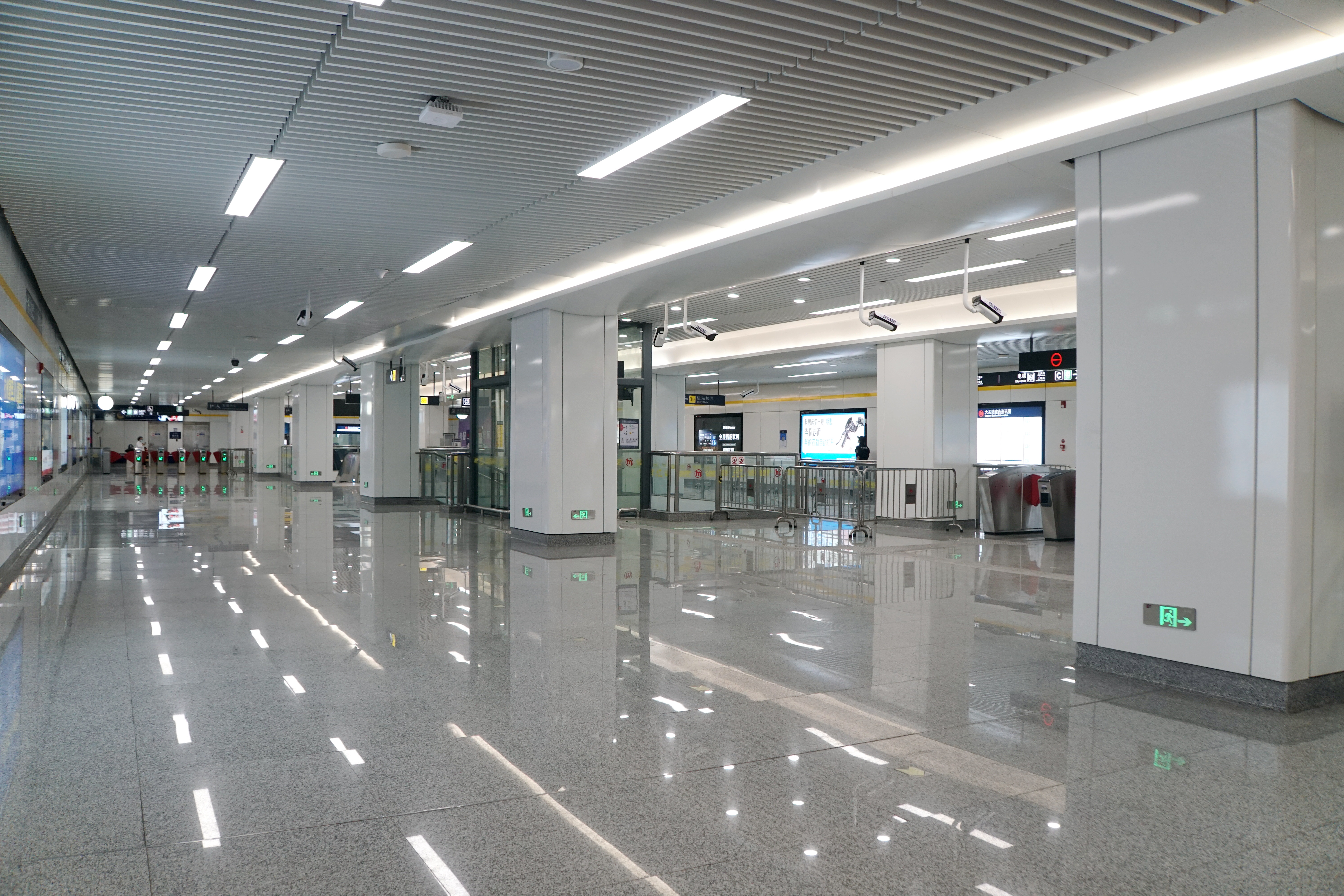
コンコース
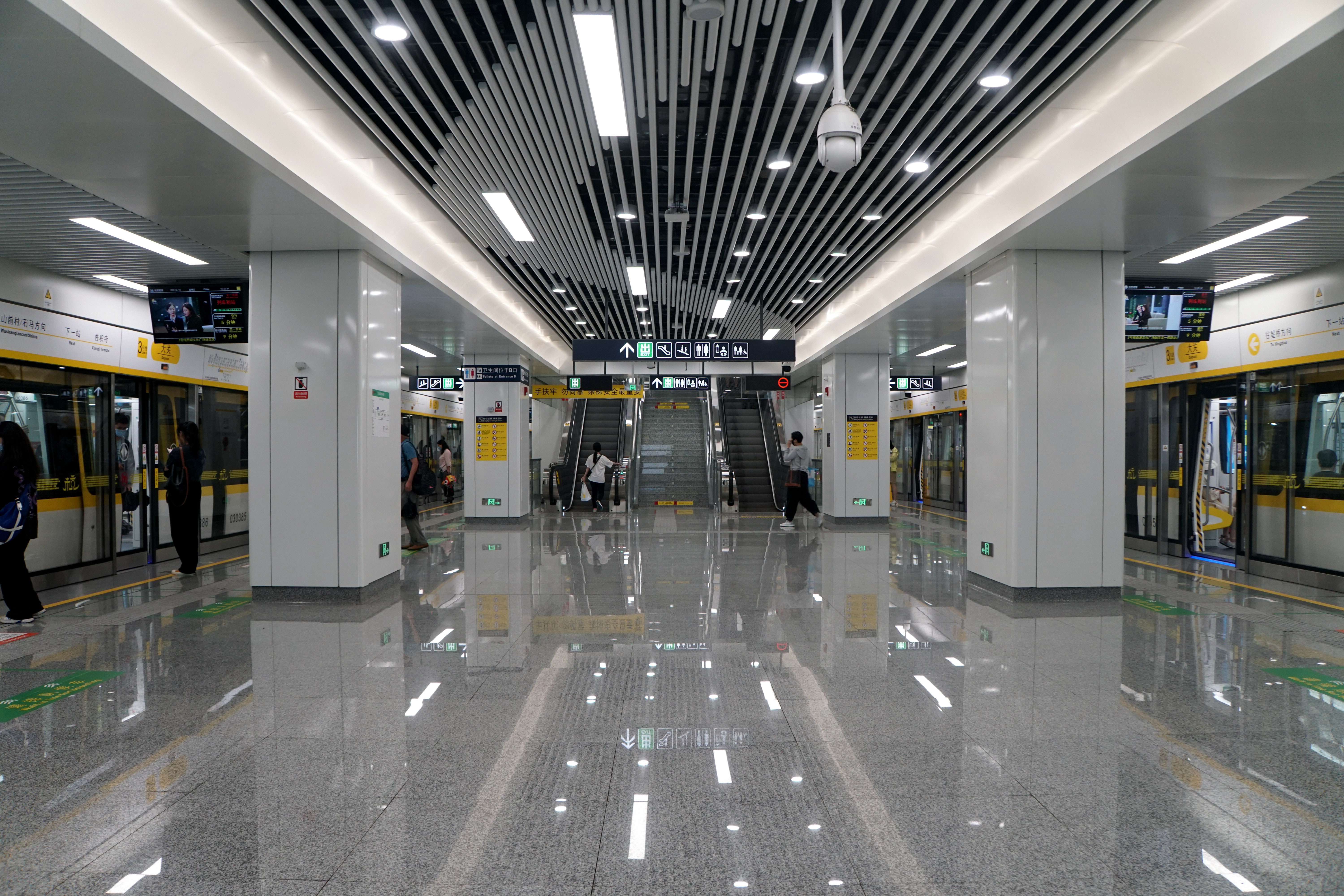
ホーム
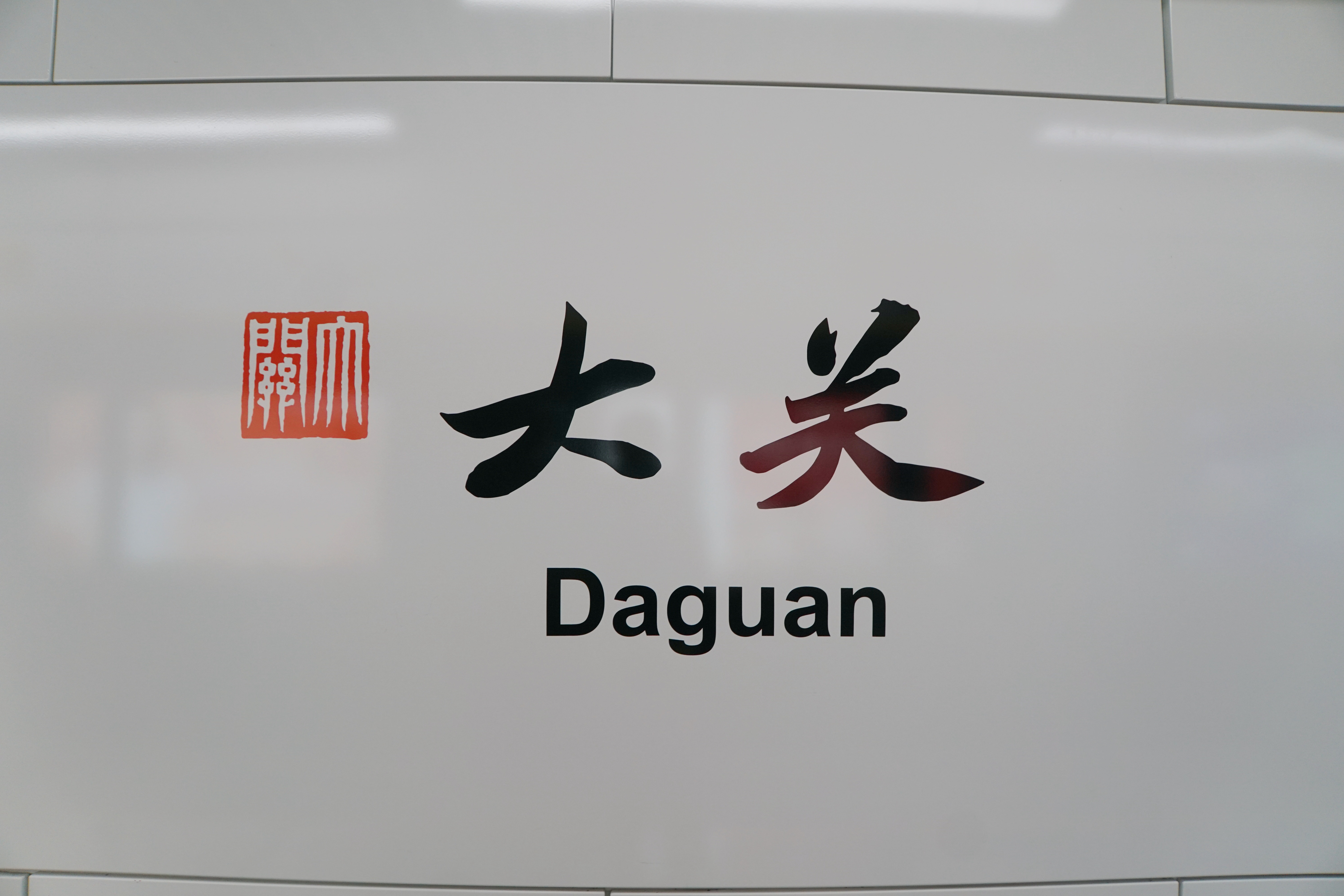
駅名

### のりば
| 番線   | 路線    | 行先                         |
| ------ | ------- | ---------------------------- |
| 西方面 | ■ 3号線 | 火車西站・呉山前村・石馬方面 |
| 東方面 | ■ 3号線 | 星橋方面                     |

## 駅周辺
- 大滸東苑
- 大関西苑
- 万通センター
- 遠洋国際センター

## 隣の駅
杭州地下鉄
■ 3号線
香積寺駅 - 大関駅 - 善賢駅